# Przeczno (województwo zachodniopomorskie)
Przeczno (niem. Hagelfelde) – wieś sołecka w Polsce położona w województwie zachodniopomorskim, w powiecie choszczeńskim, w gminie Bierzwnik. W latach 1975–1998 miejscowość administracyjnie należała do województwa gorzowskiego. W roku 2007 wieś liczyła 145 mieszkańców. 
Kolonia wchodząca w skład sołectwa: Trzebicz.

## Geografia
Wieś leży ok. 3,5 km na wschód od Bierzwnika, między Płoszkowem a miejscowością Breń.

## Historia
Wieś założono w 1823 r. z obwodem 1 202 mórg. W 1939 r. wieś liczyła 38 gospodarstw, mieszkało tutaj 176 osób. Na terenie wsi funkcjonowały kuźnia, młyn i gospoda.